# Hörnum-Odde

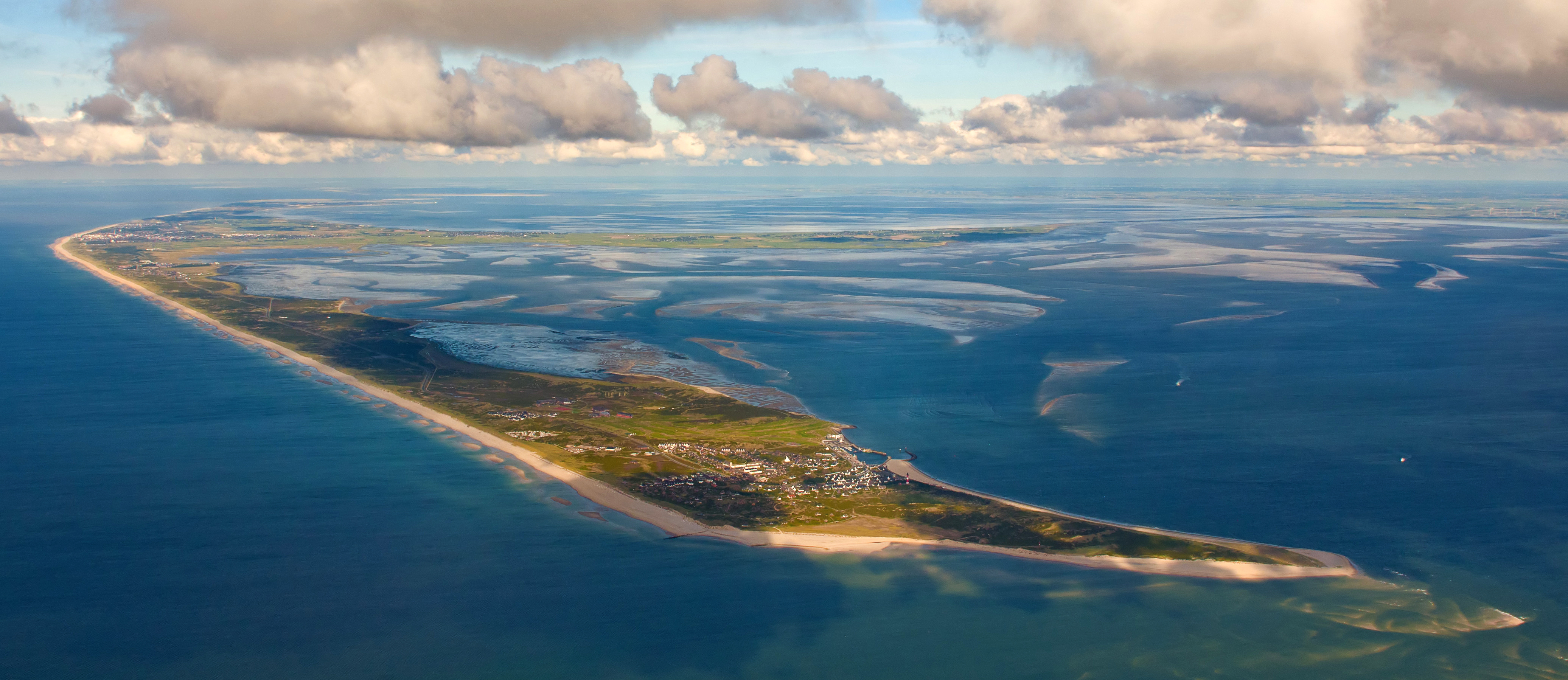
Sylt im September 2013; im Vordergrund die Hörnum-Odde.
Unter Wasser ist die Küstenlinie der 1970er Jahre zu erahnen.

Die Hörnum-Odde  (auch Hörnum Odde, Söl’ring Hörnem-Or, dänisch: Hørnum Odde) ist eine Dünen- und Heidelandschaft an der Südspitze der nordfriesischen Insel Sylt in der Gemeinde Hörnum. Östlich befindet sich der Priel Hörnumtief, südwestlich die Prielsenke Hörnumloch und der Sand Theeknobs. Die rund zwei Kilometer lange Odde steht seit 1972 unter Naturschutz und ist aufgrund ihrer exponierten Lage besonders von Gezeitenströmung und Sturmfluten bedroht. Die Hörnum-Odde hat eine hohe touristische Bedeutung.
Das Naturschutzgebiet wird von der Naturschutzgesellschaft Schutzstation Wattenmeer betreut.

## Küstenschutz
Die westliche Dünenkante Sylts ist aufgrund ihrer Entstehung von Abbrüchen und Verdriftungen zu den Spitzen der Insel gekennzeichnet. An der Hörnum-Odde wurden 1968 zum Schutz der damaligen Neubauten im Südwesten von Hörnum Tetrapoden verlegt. Am Ende der Querwerke sind typische Merkmale einer Lee-Erosion zu beobachten. Im Jahr 2012 wurden die Tetrapoden umgelagert.
Dem anhaltenden Landverlust wird mit Sandaufspülungen zu begegnen versucht. Das 1979 aufgestellte und bis 1997 betriebene Unterfeuer an der Odde wurde am 7. November 2013 abgebaut und abtransportiert, da sein Untergang zu erwarten war. Es wurde auf dem Bauhof gelagert und im Januar 2018 als  Mahnmal für den Küstenschutz in Hörnum neu aufgestellt.
In Folge des Orkans Xaver im Dezember 2013 wurde das Fundament des ehemaligen Leuchtfeuers freigespült, die angrenzende Aussichtsplattform wurde zerstört. Auf einer Länge von 200 Metern betrugen allein durch diesen Sturm die Landverluste etwa 20 Meter. Nach Verlängerung des Längswerks waren innerhalb eines Jahres bereits etwa 60 Meter verlorengegangen.
Die Sturmflut Mitte November 2015 hatte für Hörnum-Odde verheerende Folgen. Auf insgesamt 850 Metern gab es schwere Abbrüche, die einen Landverlust von bis zu 60 Metern zur Folge hatten. Der Ort Hörnum blieb durch die 2014 installierten Tetrapoden verschont. Die Sturmflut trennte aber den südlichen Teil der Hörnum-Odde fast vollständig vom Rest der Insel ab. Auch in den ersten Wochen des Jahres 2016 waren weitere große Landverluste an der Hörnum-Odde zu verzeichnen.
Experten befürchten, dass der Kampf um Hörnum-Odde bald verloren ist.

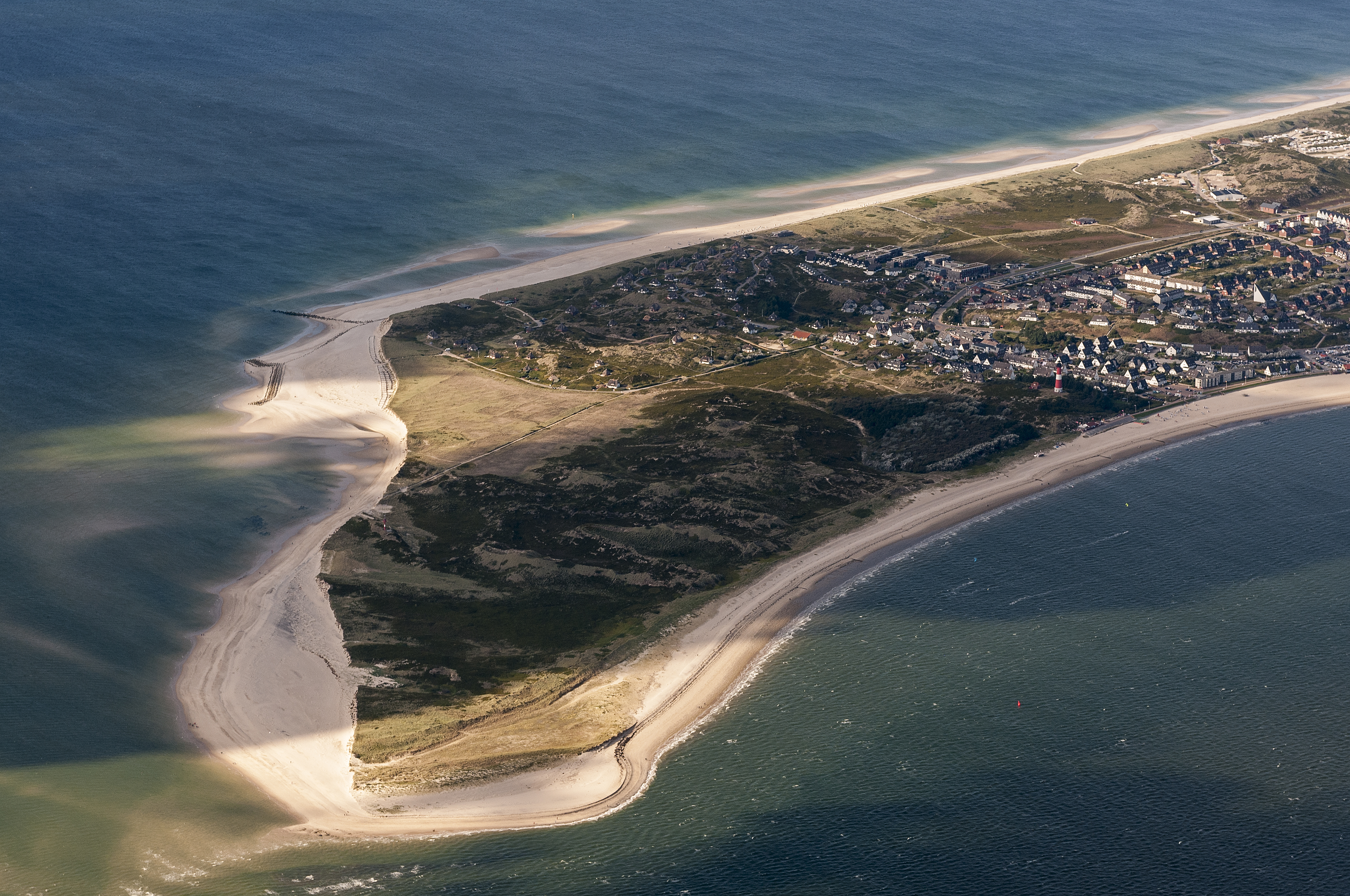
Luftbild der Hörnum-Odde 2013
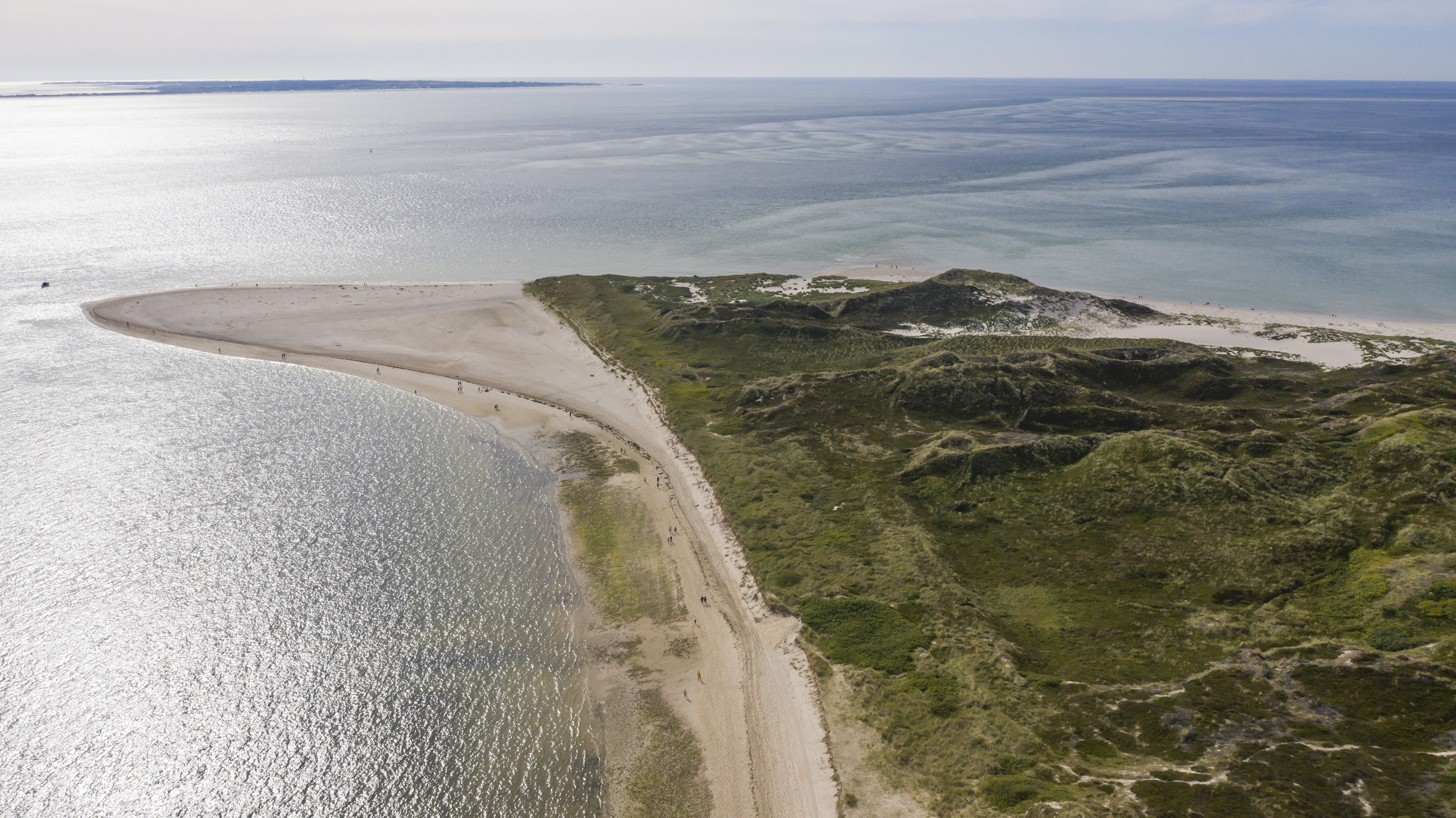
Luftbild 2020
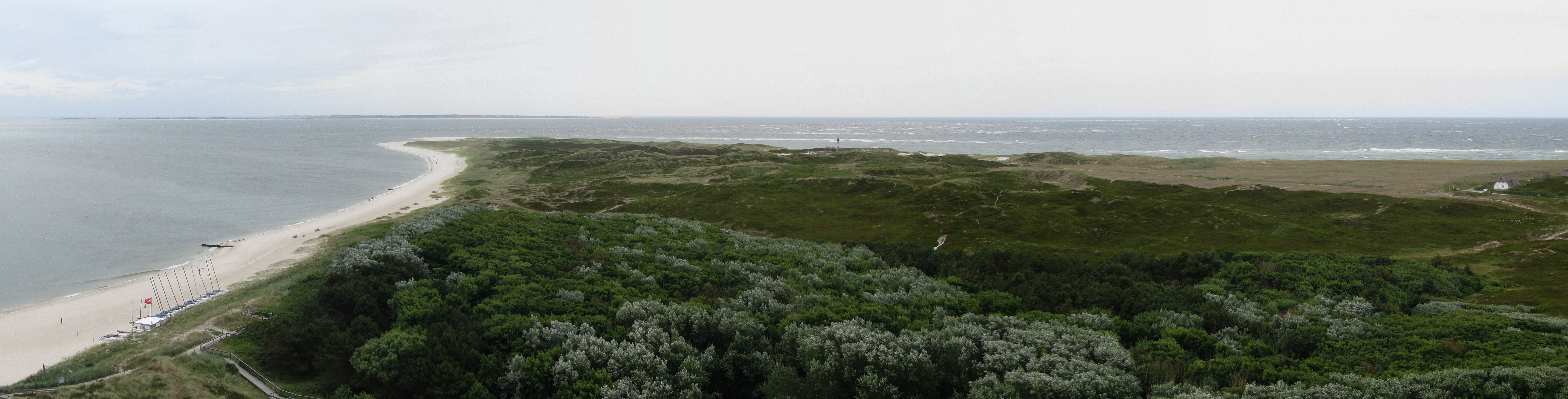
Blick vom Leuchtturm Hörnum 2011
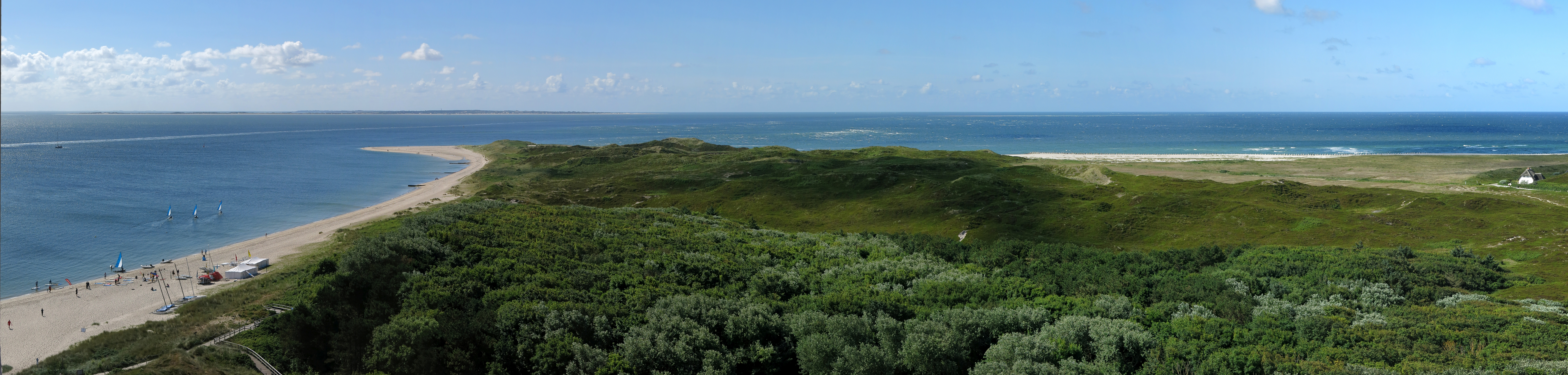
Blick vom Leuchtturm 2017
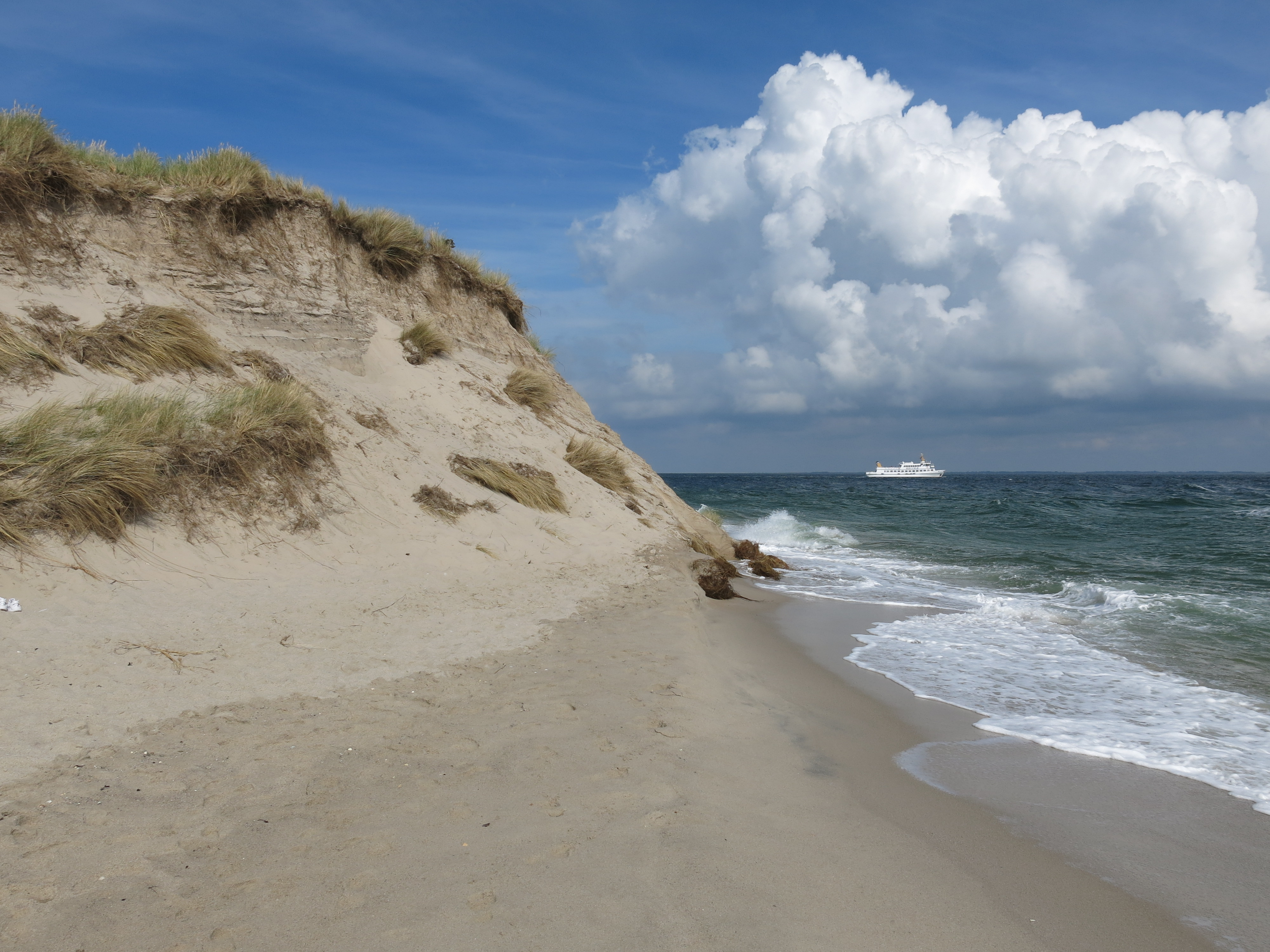
Situation 2017: Für das Umrunden der Südspitze Sylts zu Fuß muss ein niedrigerer Wasserstand abgewartet werden, da bei Hochwasser die Nordsee bis an den Dünensaum reicht.